# Quatsino Park
Quatsino Park är en park i Kanada.   Den ligger i Regional District of Mount Waddington och provinsen British Columbia, i den sydvästra delen av landet, 3 800 km väster om huvudstaden Ottawa. Quatsino Park ligger 74 meter över havet.
Terrängen runt Quatsino Park är huvudsakligen kuperad, men den allra närmaste omgivningen är platt. Havet är nära Quatsino Park österut. Trakten runt Quatsino Park är nära nog obefolkad, med mindre än två invånare per kvadratkilometer.. 
I omgivningarna runt Quatsino Park växer i huvudsak barrskog.